# El Mascarat
El Mascarat és un dels illots rocosos de l'arxipèlag dels Columbrets que tanca parcialment la badia de l'illa Grossa. Realment és molt petit, fins i tot per ser considerat un illot. El seu punt més alt és de 35,8 m.
El seu nom prové del color negre de les cendres volcàniques de la seua part superior, que li donen un aspecte de mascarat o brut d'estalzim. És un antic fumeral volcànic.

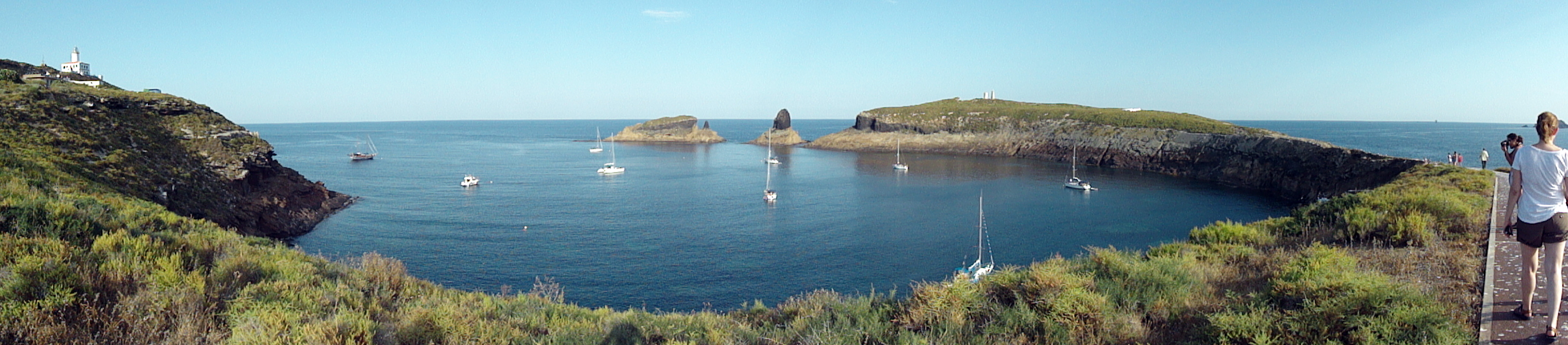
Panòràmica de la badia de l'Illa Grossa. Dels dos illots que es veuen al fons tancant la badia, el Mascarat és el de la dreta, amb la part superior més fosca. El més gran de l'esquerra és el Mancolibre.